# Резерва-ду-Кабасал
Резерва-ду-Кабасал (порт. Reserva do Cabaçal) — муниципалитет в Бразилии, входит в штат Мату-Гросу. Составная часть мезорегиона Юго-запад штата Мату-Гроссу. Входит в экономико-статистический  микрорегион Жауру. Население составляет 2 418 человек на 2006 год. Занимает площадь 1 331,677 км². Плотность населения — 4,5 чел./км².
Праздник города —  13 мая.

## История
Город основан 13 мая 1986 года. 

## Статистика
- Валовой внутренний продукт на 2003 год составляет 9 322 216,00 реалов (данные: Бразильский институт географии и статистики).
- Валовой внутренний продукт на душу населения на 2003 год составляет 4631,01 реал (данные: Бразильский институт географии и статистики).
- Индекс развития человеческого потенциала на 2000 год составляет 0,680 (данные: Программа развития ООН).